# Johann von Scheidt genannt Weschpfennig
Johann von Scheidt genannt Weschpfennig († 1585) war Bergischer Schützenmeister und Amtmann von Porz.

## Leben
Johann war Sohn des Rorich von Scheidt genannt Weschpfennig und Anna, Tochter von Christine und Volmar von Buchenhauer genannt Taufenschlag. Er heiratete vor 1551 Elisabeth, die Witwe des Hermann von Fischenich und Tochter des Johann von Berghe genannt Trips und der Magdalena von der Leye. In zweiter Ehe (seit 1577 oder 1578) war er verheiratet mit Margarete Anna von Meisenburg, Witwe des Wilhelm von Blittersdorf und Tochter von Wilhelm von Frankeshoven und Anna Bondtwolff.

## Quelle
- Mitteilungen der Westdeutschen Gesellschaft für Familienkunde, Bd. 44, Jg. 98, Heft 7, 2010, Paul Eberhard von Scheidt gen. Weschpfennig: Stammfolgen der Familie Scheidt-Weschpfennig

| Personendaten    | Personendaten                                   |
| ---------------- | ----------------------------------------------- |
| NAME             | Scheidt genannt Weschpfennig, Johann von        |
| ALTERNATIVNAMEN  | Scheidt Weschpfennig, Johann von                |
| KURZBESCHREIBUNG | bergischer Schützenmeister und Amtmann von Porz |
| GEBURTSDATUM     | 15. Jahrhundert oder 16. Jahrhundert            |
| STERBEDATUM      | 1585                                            |